# Грушівка (Первомайський район)
Гру́шівка — село в Україні, у Первомайській міській громаді Первомайського району Миколаївської області. Населення становить 1150 осіб.
Село розташоване на правому березі Південного Буга, за 3 км на схід від міста Первомайськ.

## Історія
На острові, розташованому проти Грушівки, виявлені поселення епохи неоліту (V—IV тисячоліття до н. е.) і скіфського часу (V — І ст. до н. е.), розкопані залишки житла і поховання Черняхівської культури (II—VI в н. е.), знайдені римські монети I—II ст. н. ери.
Село виникло між 1750—1766 роками вздовж правого берега річки Південний Буг і спочатку носило назву Гидирим. У 1792 році воно під цією назвою було передано царським урядом сенаторові М. Комбурлею. На початку XIX століття село купив поміщик В. Корбе. Приблизно у той же час весняною повінню було змито майже всі хати в селі. Місцеві селяни побудувались на новому, трохи вищому місці, де росло багато диких груш. Саме від цього пішла сучасна назва села.
У 1920 році в селі розпочалася радянська окупація.
Під час Голодомору 1932—1933 років померло щонайменше 216 жителів села.
З початком німецько-радянської війни 356 мешканців села пішли на фронт, з них 117 — загинули. 200 сільчан нагороджені орденами й медалями.
За часів СРСР у селі розташовувалася виробнича бригада № 3 колгоспу імені В. І. Леніна.
За трудові досягнення 45 передовиків народжені урядовими відзнаками, у тому числі ордени Леніна — тракторист Н. І. Багнюк, ордени Трудового Червоного Прапора — бригадир рільничої бригади М. Т. Багнюк, трактористи І. М. Коваленко, Н. Д. Малохатько і А. Т. Меркаленко. Пташниця О. В. Топалова обиралась депутатом Верховної Ради УРСР 7-го скликання.

## Економіка села
У Грушівці обробляється 1863 га сільськогосподарських угідь, з них 1600 га орних, у тому числі 325 га поливних, земель. Виробничий напрям — вирощування зернових культур. Розвинене тваринництво. У 1978 році у Грушівці збудований свиновідгодовувальний комплекс на 8 тис. голів.

## Освіта та культура
У селі працюють дев'ятирічна школа (14 учителів і 92 учні), клуб із залом на 200 місць, бібліотека з книжковим фондом 10,2 тис. екземплярів. До послуг селян — фельдшерсько-акушерський пункт, дитячий сад на 35 місць, три магазини, відділення «Укрпошти».

## Пам'ятники
У Грушівці споруджено пам'ятники радянським воїнам, що загинули при звільненні села у 1944 році (1962 р.) і односельцям, загиблим в роки війни (1963 р.).

## Відомі люди
- Власенко Дмитро Леонідович (1982—2021) — старший матрос Збройних сил України, учасник російсько-української війни.